# ديتر فراي
ديتر فراي (بالألمانية: Dieter Frey)‏ (31 أكتوبر 1972 بوغن ألمانيا - ) هو لاعب كرة قدم ألماني يلعب كمدافع.

## روابط خارجية
- ديتر فراي على موقع قاعدة بيانات كرة القدم.إي يو (الإنجليزية)
- ديتر فراي على موقع بيانات كرة القدم. دي إي (الألمانية)
- ديتر فراي على موقع عالم كرة القدم.نت (الإنجليزية)